# Luigi Giovanni Maria di Borbone, duca di Penthièvre
Luigi Giovanni Maria di Borbone-Penthievre (castello di Rambouillet, 16 novembre 1725 – castello di Bizy, 4 marzo 1793) era figlio di Luigi Alessandro e di Marie Victoire de Noailles. Era un nipote di Luigi XIV di Francia e della sua amante Madame de Montespan. Dalla nascita fu noto come Duca di Penthièvre.
Egli possedette anche i titoli di Principe di Lamballe, dato in seguito all'unico figlio sopravvissuto del Duca come titolo di cortesia, Principe di Carignano, Duca di Rambouillet, Duca d'Aumale, Duca di Gisors, Duca di Châteauvillain, Duca d'Arc-en-Barrois, Duca d'Amboise, Conte d'Eu e Conte di Guingamp. 
Fu il suocero di Philippe Égalité.

## Biografia

### Infanzia e giovinezza

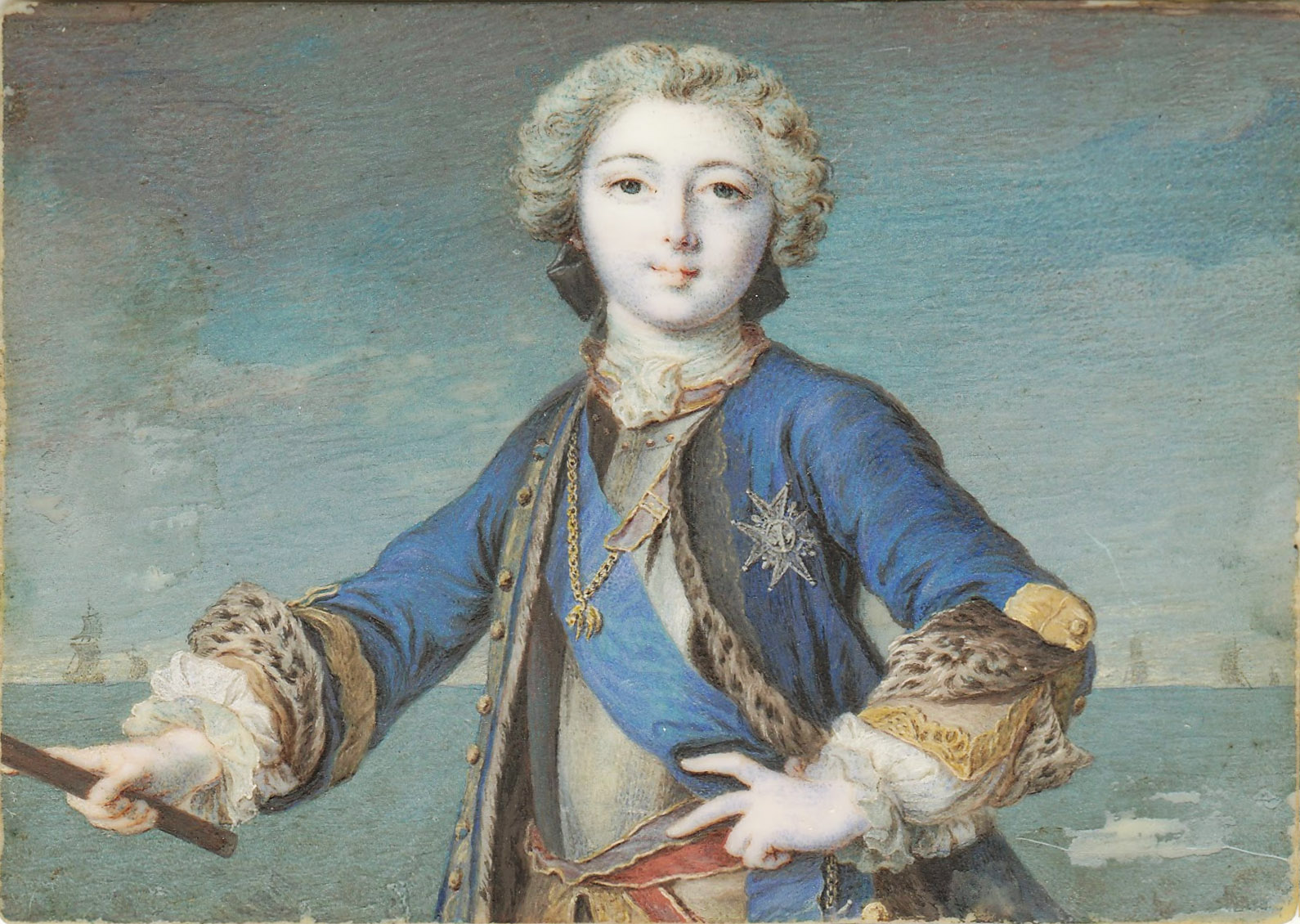
Miniatura raffigurante Luigi Giovanni Maria di Jean-Marc Nattier o Louis Tocqué

Luigi Giovanni Maria di Borbone nacque al Castello di Rambouillet, figlio del più giovane dei figli legittimati che Luigi XIV ebbe da Madame de Montespan, il Conte di Tolosa, e di sua moglie, Marie Victoire de Noailles, una delle figlie di Anne Jules de Noailles, Duca di Noailles. Dal momento che la madre funse da genitore surrogato per il giovane orfano Luigi XV, il duca creò uno stretto rapporto con il giovane monarca, che fu il suo padrino.

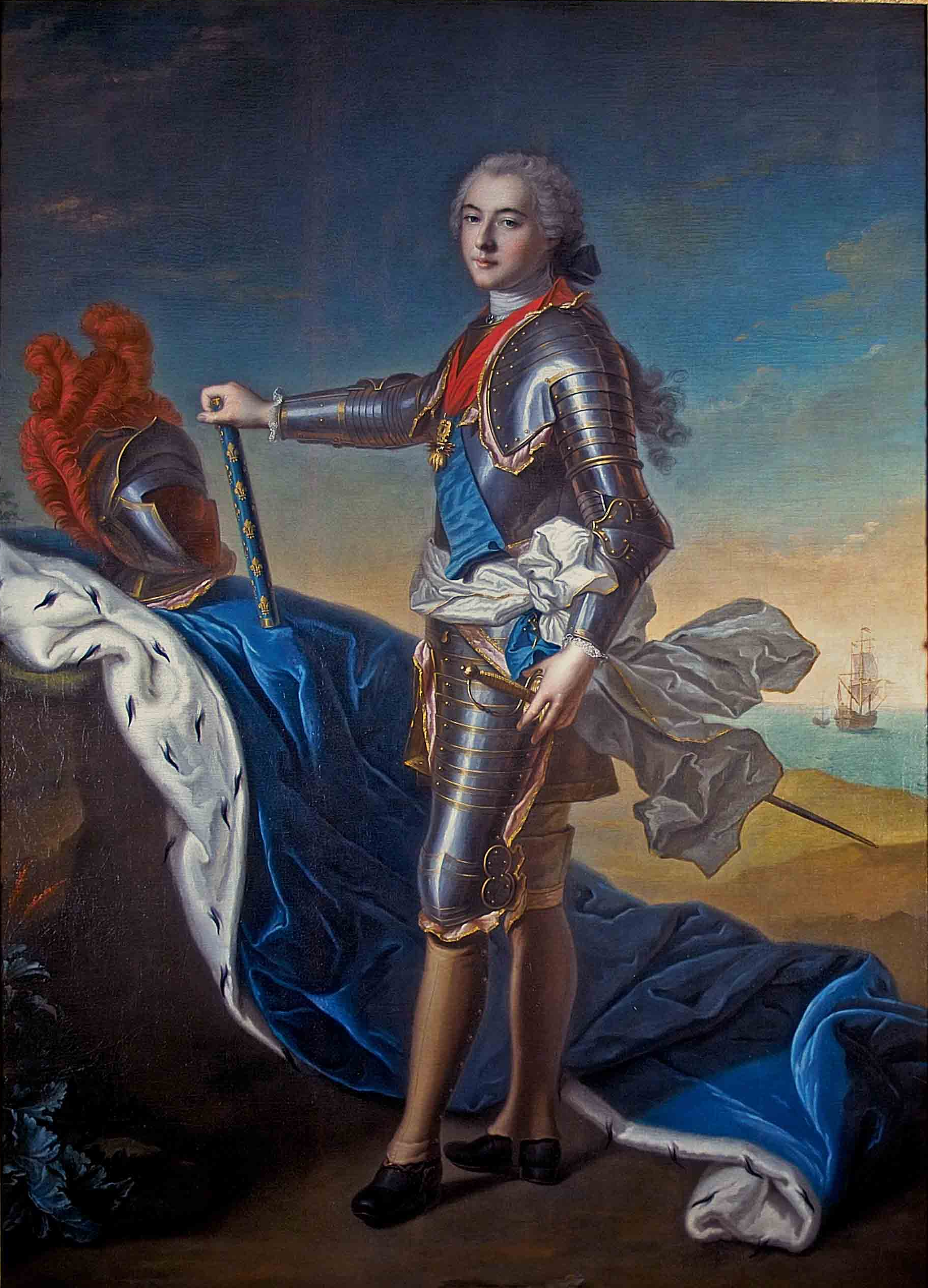
Luigi Giovanni, ammiraglio di Francia di Jean-Marc Nattier

All'età di dodici anni, alla morte di suo padre, egli successe agli incarichi militari e ai titoli del padre:
- Ammiraglio di Francia
- Gran maestro di Francia
- Gran cacciatore di Francia
- Maresciallo di Francia
- Governatore della Bretagna

Il 2 luglio 1733, all'età di sei anni, fu fatto maréchal de camp (maresciallo di campo) e l'anno successivo, lieutenant général (luogotenente generale). Nel 1740, ricevé l'Ordre de la Toison d'or dal re. Nel 1742, il re gli conferì l'Ordine dello Spirito Santo. Prestò servizio nelle forze armate sotto suo zio materno, il maréchal-duc de Noailles, e combatté brillantemente a Dettingen nel 1743 ed a Fontenoy nel 1745.

### Matrimonio

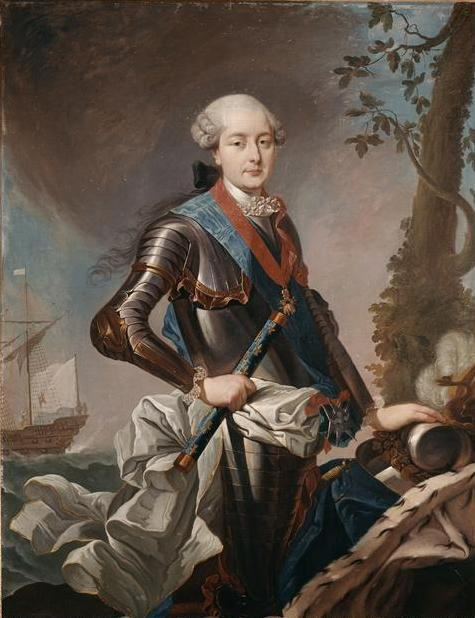
Luigi Giovanni Maria di Borbone

In quanto possessore di una delle più grandi fortune in Europa, Luigi Giovanni Maria era un candidato da matrimonio molto interessante, soprattutto considerando i suoi stretti legami con la famiglia reale francese.
Una proposta che fu avanzata, fu che egli sposasse sua cugina, Luisa Enrichetta di Borbone, la maggiore delle nipote di sua zia paterna, Luisa Francesca di Borbone. Questa idea, tuttavia, fu abbandonata poiché la madre di Luisa Enrichetta desiderava che sua figlia sposasse Luigi Filippo d'Orléans, l'erede del Casato d'Orléans.
Nel 1744, all'età di diciannove anni, Penthièvre sposò la principessa Maria Teresa Felicita d'Este, (1726-1754), figlia di Francesco III d'Este, duca di Modena e Reggio, e di sua cugina di primo grado, Carlotta Aglae d'Orléans. La giovane coppia occupò una serie di appartamenti a Versailles, che era stato precedentemente occupato dalla loro comune antenata Madame de Montespan. Questi appartamenti furono utilizzati dal duca e dalla sua famiglia fino al regno di Luigi XVI, quando il luogo fu dato alle Mesdames, le zie zitelle del nuovo re.
La coppia ebbe sette figli, solo due dei quali sopravvissero all'infanzia. La Duchessa di Penthièvre morì di parto nel 1754.
Ferito molto profondamente per la perdita della giovane moglie, il duca non si risposò.
Dopo la morte della moglie, il duca visse sempre lontano dalla corte di Versailles, dividendo il suo tempo tra due delle sue molte residenze di campagna, il Castello di Rambouillet ed il Castello di Sceaux. Dedicò la maggior parte del resto della sua vita distribuendo beneficenza. Durante la rivoluzione francese, diede rifugio a Sceaux al poeta Jean-Pierre Claris de Florian, che in precedenza era stato uno dei suoi paggi e segretari al Castello di Anet.

### Durante la Rivoluzione francese

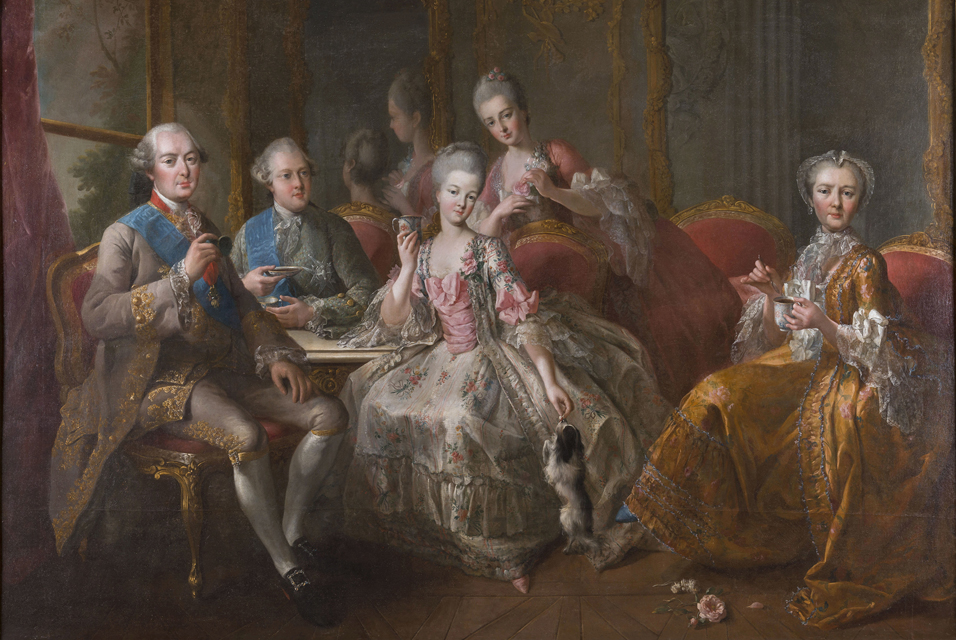
Ritratto di gruppo raffigurante il Duca di Penthièvre in compagni di suo figlio, il Principe di Lamballe, di sua nuora, Maria Teresa Luisa di Savoia-Carignano, principessa di Lamballe, col suo cane, di sua figlia, Luisa Maria Adelaide di Borbone, detta "Mademoiselle" di Penthièvre, futura duchessa d'Orléans e di sua madre, Marie Victoire de Noailles, contessa di Tolosa. Durante la Rivoluzione francese la Principessa verrà decapitata e la sua testa sarà messa dai rivoluzionari su una picca

Nel 1791 si trasferì al Castello di Bizy, a Vernon in Normandia, dove sua figlia lo raggiunge nel mese di aprile di quello stesso anno, dopo aver lasciato il marito, il duca d'Orléans. Molto rispettato dalla gente a causa della sua filantropia, il duca non fu mai infastidito dai radicali come la rivoluzione francese progrediva. Altri nella sua famiglia, tuttavia, non furono risparmiati. IL 3 settembre 1792, sua nuora, la princesse de Lamballe, fu barbaramente assassinata, ed il 21 gennaio 1793, suo cugino Luigi XVI fu giustiziato. 

### Morte

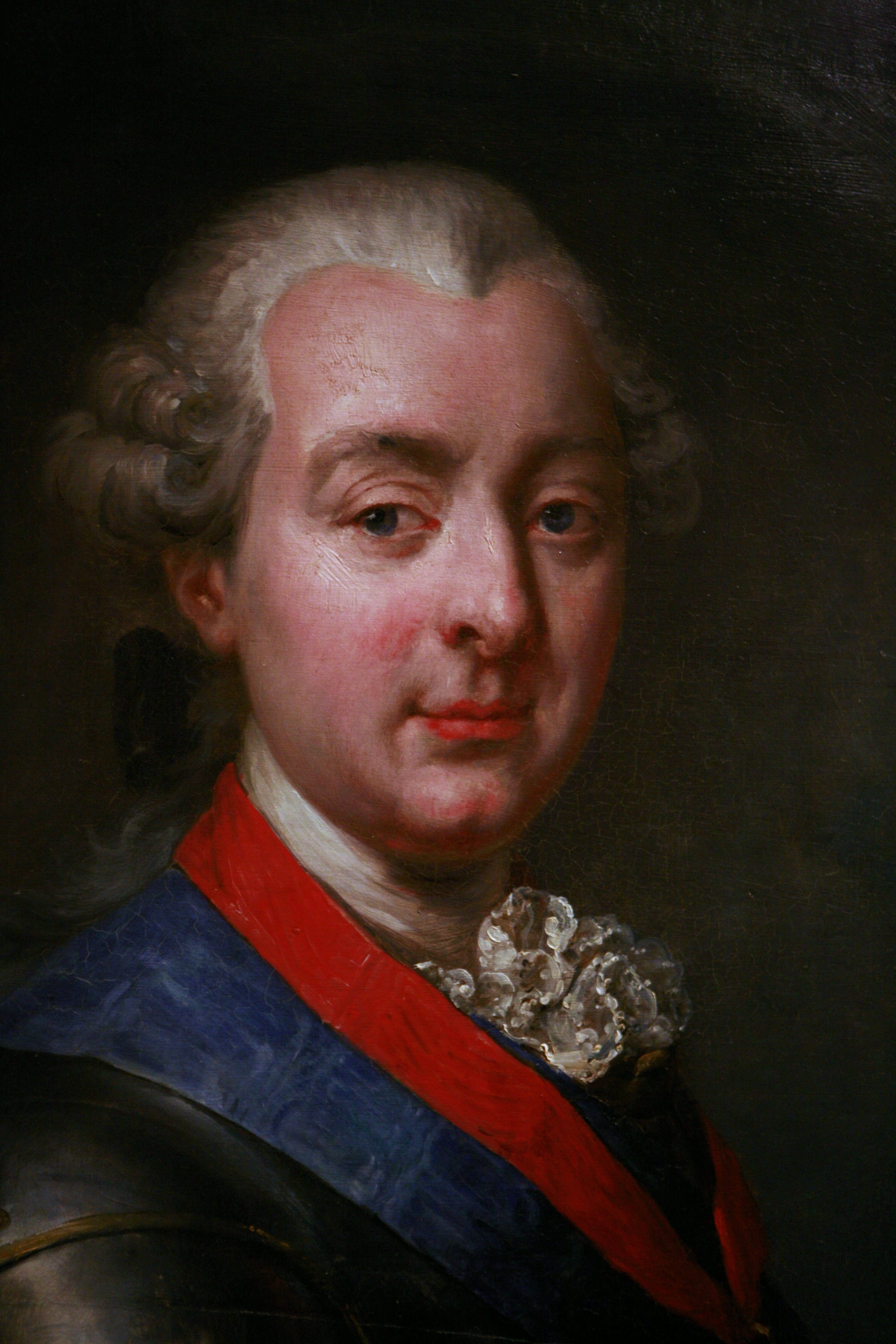
Il Duca di Penthièvre in tarda età di Jean-Pierre Franque

Non vide mai l'arresto di sua figlia nell'aprile 1793, poiché morì il 4 marzo 1793 a Bizy. Nella notte tra il 6 e il 7 marzo, il suo corpo fu portato clandestinamente a Dreux, dove fu sepolto nella cripta di famiglia nella Collégiale Saint-Étienne. Durante la sua vita, il Duca di Penthièvre aveva avuto la passione di collezionare orologi.

## Discendenza

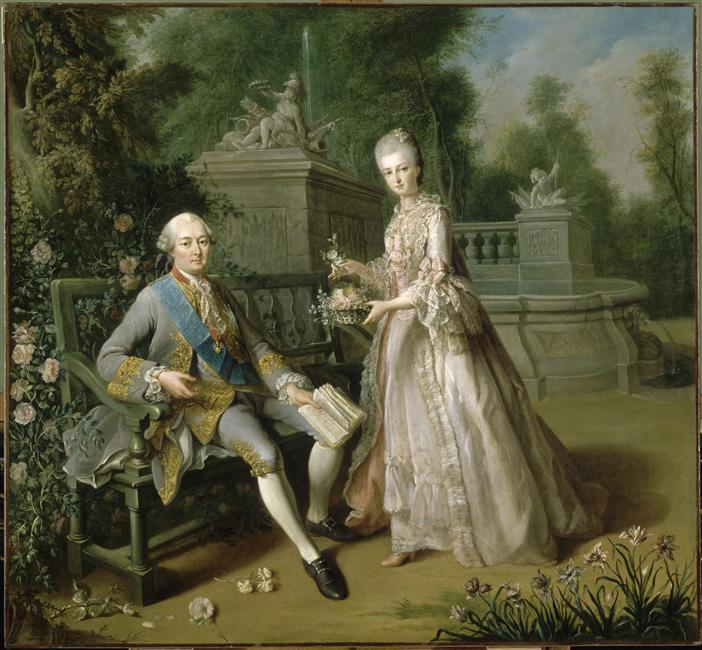
Monsieur di Penthièvre con la figlia, Luisa Maria Adelaide, Mademoiselle de Penthièvre

Dal matrimonio tra il Duca di Penthièvre e Maria Teresa Felicita d'Este nacquero:
1. Luigi Maria di Borbone, Duca di Rambouillet (1746–1749);
2. Luigi Alessandro Giuseppe Stanislao di Borbone, Principe di Lamballe sposò Maria Luisa di Savoia, Mademoiselle de Carignan, che fu uccisa nei massacri di settembre;
3. Giovanni Maria di Borbone, (1748–1755), Duca di Châteauvillain;
4. Vincenzo Maria Luigi di Borbone, (1750–1752), Conte di Guingamp;
5. Maria Luisa di Borbone (1751-1753) Mademoiselle de Penthièvre;
6. Luisa Maria Adelaide, Mademoiselle de Penthièvre, che sposò nel 1769 il duca di Chartres Luigi Filippo d'Orléans, Duca di Orléans (Filippo Égalité), a cui trasmise i titoli della famiglia, e fu madre del futuro re Luigi Filippo.

## Ascendenza
|                                 |                  |                                      | Genitori                             |  |  | Nonni |  |  | Bisnonni              |  |  | Trisnonni            |  |
|                                 |                  |                                      |                                      |  |  |       |  |  | Luigi XIII di Francia |  |  | Enrico IV di Francia |  |
|                                 |                  |                                      |                                      |  |  |       |  |  | Luigi XIII di Francia |  |  | Enrico IV di Francia |  |
|                                 |                  | Maria de' Medici                     |                                      |  |  |       |  |  | Luigi XIII di Francia |  |  |                      |  |
| Luigi XIV di Francia            |                  |                                      |                                      |  |  |       |  |  | Luigi XIII di Francia |  |  |                      |  |
|                                 |                  | Anna d'Asburgo                       | Filippo III di Spagna                |  |  |       |  |  |                       |  |  |                      |  |
|                                 |                  | Anna d'Asburgo                       | Filippo III di Spagna                |  |  |       |  |  |                       |  |  |                      |  |
|                                 |                  | Anna d'Asburgo                       | Margherita d'Austria-Stiria          |  |  |       |  |  |                       |  |  |                      |  |
| Luigi Alessandro di Borbone     |                  | Anna d'Asburgo                       |                                      |  |  |       |  |  |                       |  |  |                      |  |
|                                 |                  | Gabriel de Rochechouart de Mortemart | Gaspard de Rochechouart de Mortemart |  |  |       |  |  |                       |  |  |                      |  |
|                                 |                  | Gabriel de Rochechouart de Mortemart | Gaspard de Rochechouart de Mortemart |  |  |       |  |  |                       |  |  |                      |  |
|                                 |                  | Gabriel de Rochechouart de Mortemart | Louise de Maure                      |  |  |       |  |  |                       |  |  |                      |  |
| Françoise-Athénaïs di Montespan |                  | Gabriel de Rochechouart de Mortemart |                                      |  |  |       |  |  |                       |  |  |                      |  |
|                                 |                  | Diane de Grandseigne                 | Jean de Grandseigne                  |  |  |       |  |  |                       |  |  |                      |  |
|                                 |                  | Diane de Grandseigne                 | Jean de Grandseigne                  |  |  |       |  |  |                       |  |  |                      |  |
|                                 |                  | Diane de Grandseigne                 | Catherine de la Béroudière           |  |  |       |  |  |                       |  |  |                      |  |
| Luigi Giovanni Maria di Borbone |                  | Diane de Grandseigne                 |                                      |  |  |       |  |  |                       |  |  |                      |  |
|                                 | Anne de Noailles | François de Noailles                 |                                      |  |  |       |  |  |                       |  |  |                      |  |
|                                 | Anne de Noailles | François de Noailles                 |                                      |  |  |       |  |  |                       |  |  |                      |  |
|                                 | Anne de Noailles | Rose de Roquelaure                   |                                      |  |  |       |  |  |                       |  |  |                      |  |
| Anne Jules di Noailles          | Anne de Noailles |                                      |                                      |  |  |       |  |  |                       |  |  |                      |  |
|                                 |                  | Louise Boyer                         | Antoine Boyer                        |  |  |       |  |  |                       |  |  |                      |  |
|                                 |                  | Louise Boyer                         | Antoine Boyer                        |  |  |       |  |  |                       |  |  |                      |  |
|                                 |                  | Louise Boyer                         | Françoise de Wignacourt              |  |  |       |  |  |                       |  |  |                      |  |
| Marie Victoire de Noailles      |                  | Louise Boyer                         |                                      |  |  |       |  |  |                       |  |  |                      |  |
|                                 |                  | Ambroise-François de Bournonville    | Alexandre I de Bournonville          |  |  |       |  |  |                       |  |  |                      |  |
|                                 |                  | Ambroise-François de Bournonville    | Alexandre I de Bournonville          |  |  |       |  |  |                       |  |  |                      |  |
|                                 |                  | Ambroise-François de Bournonville    | Anne de Melun                        |  |  |       |  |  |                       |  |  |                      |  |
| Marie Françoise de Bournonville |                  | Ambroise-François de Bournonville    |                                      |  |  |       |  |  |                       |  |  |                      |  |
|                                 |                  | Lucrèce-Françoise de La Vieuville    | Charles de La Vieuville              |  |  |       |  |  |                       |  |  |                      |  |
|                                 |                  | Lucrèce-Françoise de La Vieuville    | Charles de La Vieuville              |  |  |       |  |  |                       |  |  |                      |  |
|                                 |                  | Lucrèce-Françoise de La Vieuville    | Marie Bouhier                        |  |  |       |  |  |                       |  |  |                      |  |
|                                 |                  | Lucrèce-Françoise de La Vieuville    |                                      |  |  |       |  |  |                       |  |  |                      |  |